# DJMAX TECHNIKA 3
《디제이맥스 테크니카 3 크루 챌린지》(DJMAX TECHNIKA 3 Crew Challenge, DMT3)는 대한민국의 게임 개발사인 펜타비전에서 개발한 음악 게임이다. 전작인 디제이맥스 테크니카 2의 후속작이다. 크루챌린지라는 신 모드가 생겼고, 150곡 이상의 곡이 수록되어 있다.

## 발표
개발 공개는 2011년 9월 7일에 펜타비전에 의해 발표되었다. Newfield 및 TANUKI 같은 새로운 작곡가 이외에 같은 Croove, NDLee 및 Tsukasa로 이전 DJMAX 게임의 작곡가들의 노래가 수록될것이라고 밝혔다. 한국 여자 밴드로 카라의 노래 또한 게임내에 포함시킬것이라 밝혔다.
펜타비전의 공식 보도 자료에 의하면, "새롭게 업그레이드된 기능이 있으며, 열렬한 팬들과 스타일리쉬한 디자인에 매료된 새로운유저들에게 사랑받을것이다. 로케 테스트 스케줄과 지원정보는 곧 공개될 예정이다." 라고 밝혔다.

## 게임 정보
이전 디제이맥스 테크니카와 마찬가지로, Technika 3 온라인 플레이와 랭킹에 대해 '플래티넘 크루'서비스를 활용한다. "크루 챌린지 '모드는 난이도 변화와 다양한 미션 모드를 포함하고 다양한"크루" 팀플레이 요소를 포함한다.
다양한 상품은 게임 사운드 트랙, 플래티넘 블루 국제 IC 카드 (게임 플레이용), 카드 케이스와를 포함하는 'DJMAX Technika 3 한정판 OST'패키지 등을, '디제이맥스 테크니카3 플래티넘블루 컬렉션'을 포함, Pentavision에 의해 판매되었다.
디제이맥스 테크니카3 플래티넘블루 컬렉션은 2000개 한정판 판매가 되었다. IC 카드는 전 세계 Technika 3 기기에서 사용될 수 있지만 데이터는 지역 제한이 걸려있다.

### 게임 플레이
디제이맥스 테크니카의 이전 버전과 같은 플레이 스타일로, 게임은 플레이어가 리듬에 맞추어 아케이드 터치 스크린에 여러 지점에서 나타나는 음악 노트를 터치해야한다. 화면의 상단과 하단은 반대로 노트가 교차를 한다. 다양한 다른 패턴으로 진행되고, 음악의 각 노트는 다른 방식으로 재생된다. 노트를 성공적으로 터치하며 플레이를 하면 피버 미터는 최대 빌드, 플레이어는 제한된 시간 동안 각 노트의 점수 값이 증가하게 하는 "피버 모드"를 활성화 할 수 있다. 노트를 놓치게 되면 "그루브 미터"는 감소되며, 그루브 미터가 완전히 감소하면 플레이어는 게임을 실패하고 플레이는 종료된다.
플레이어는 게임을 하며 기록한 점수와 획득한 MAX 포인트를 IC 카드에 저장할 수 있다. 맥스 포인트는 추가 곡, 이펙터, 디제이 아이콘, 노트와 앰블럼들을 구입할 때 사용된다.
게임의 다섯가지 모드 기능 :
- Star Mixing: 게임 메뉴에 있는 "노말 난이도"는 3개의 노트라인을 사용하며 게임 내에서 3개의 음악을 플레이를 할 수 있다. 노래는 플레이어가 직접 선택한 세곡의 노래를 플레이 할 수 있다.
- Pop Mixing: 게임 메뉴에 있는 "하드 난이도"는 4개의 노트라인을 사용하며 게임 내에서 3개의 음악을 플레이를 할 수 있다. 노래는 플레이어가 직접 선택한 세곡의 노래를 플레이 할 수 있다. 한곡은 랜덤으로 진행된다.
- Club Mixing: 게임 메뉴에 있는 "매니악 난이도"는 4개의 노트라인을 사용한다. 플레이어는 믹싱 세트의 안에 들어있는 한정되어있는 6개의 곡 중 3개를 선택한다. 그리고 선택된 3개는 자신의 마음대로 아무 순서대로 배열, 결정할 수 있다. 네 번째 곡은 배열된 노래를 순서를 매겨 1, 2, 3, 4, 5, 6 번 디스크 중 예를 들어 플레이어가 고른곡의 번호의 합이 일정숫자 이상이면(노래 셋마다 다르게 매겨져있다. 11~) 어려운 곡이 나오고 그 숫자미만이면 쉬운곡이 나온다.
- Crew Race: 게임 메뉴에 있는 "다양한 난이도" 로서, 이것은 온라인 모드이다. 한번 플레이 할 때 다른 유저가 제작한 코스(3개의 곡)를 플레이 할 수 있고, 그 코스 제작유저가 달성한 점수와 판정을 기반으로 서로 경쟁한다.
- Crew Challenge: 게임 메뉴에 있는 "다양한 난이도" 로서, 이것은 온라인 모드이다. 이것은 크루 레이스를 기반으로 특색으로 하며이 모드는 게임 내에서 챌린지 미션 이벤트로 등장하게 된다. 그리고 세곡까지 플레이 한다.
  - 크루 미션: 매주 5종의 미션이 출현하며 같은 크루내의 크루원들이 일정 조건을 1주내에 충족함으로써 클리어해야하는 협동형 미션이다.
  - 챌린지 미션: 개인미션. 레벨에 따라 미션팩이 해금되며, 한 미션팩에 있는 미션들을 차례대로 8개까지 클리어할 수 있게 되어있다.
  - 스페셜 미션: 공개되지 않음.

DMT2의 DUO Mixing은 DMT3에서 제외되었다.

## 사운드트랙

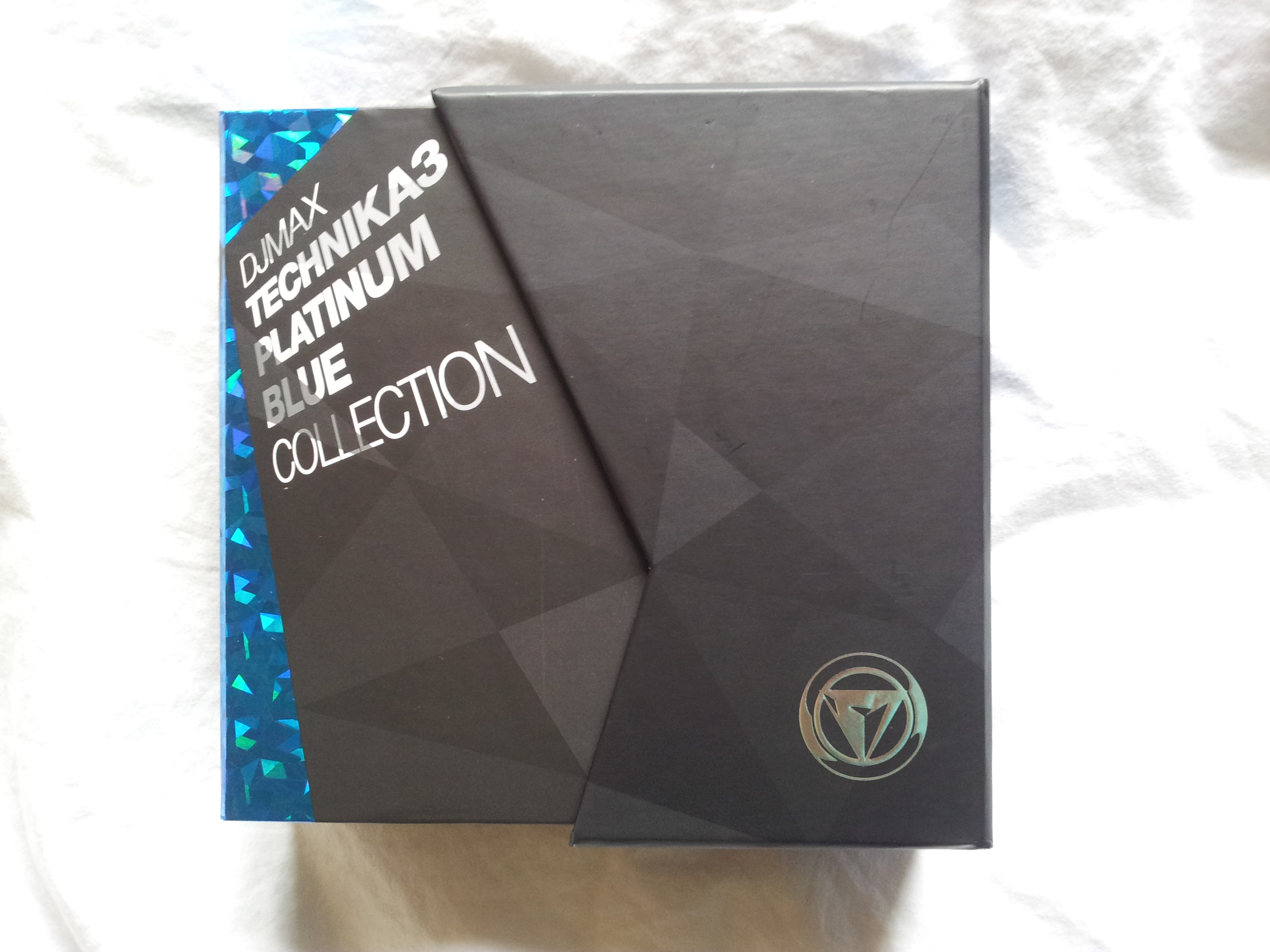
디제이맥스 테크니카3 플래티넘블루 컬렉션

DJMAX TECHNIKA 3의 사운드트랙 《DJMAX TECHNIKA 3 Platinum Blue Box》는 2011년 9월 22일, 2000개 한정으로 게임콘을 통해 판매되었다. 이 한정판에는 벅스 1개월 무료 이용권, 한정판 카드, 카드 케이스, 스티커가 포함되어 있다.

### 1CD
1. Fallin`in LUV
2. Now a NEW Day
3. Wanna Be Your LOVER
4. Give Me 5
5. AD2222
6. Out of CTRL
7. SigNalize
8. Xeus
9. Black Swan
10. SuperNova
11. Over the Rainbow
12. You & Me
13. 설레임 Part.2
14. A Life With You
15. Dream Again
16. Kung-Fu Rider
17. ShowDown
18. 유령
19. EGG
20. Emblem
21. My Heart, My Soul
22. Dark Prism
23. Chamical Slave
24. Angel
25. Watch Your Step
26. Feel Ma Beat
27. RockSTAR
28. Bamboo on Bamboo
29. Right Back

### 2CD
1. AD2222 (Extended Ver.)
2. Xeus (Extended Ver.)
3. My Heart, My Soul (Extended Ver.)
4. Now a NEW Day (Extended Ver.)
5. Give Me 5 (Extended Ver.)
6. Wanna Be Your LOVER (Extended Ver.)
7. Raise Me Up (Acoustic Mix)
8. Fallin`in LUV (Extended Ver.)
9. 유령 (Extended Ver.)
10. Over the Rainbow (English VOX)
11. EGG (Extended Ver.)
12. Everything (Mr.Funky Disco RE-Mix)
13. Over the Rainbow (Tsukasa Album Ver.)
14. RockSTAR (Extended Ver.)
15. Thor ~ Deepin`Absonant Mix ~
16. The Fragle Planet (Technika 3 title)
17. Lucid Dream (login)
18. Musique Suite (tutorial)
19. Timetrip (mode select)
20. Move On (club disc select)
21. Night Drive (result)
22. Automatic Love (total result)
23. Curvature Region (crew race)
24. Sick Star (ranking)
25. Raindrops (mission lourge)
26. Catch Me if You Can (challenge mission)
27. Articial Respiration (thanks for playing)
28. Wanna Be Your Star (see you next time)